# Psittacanthus gigas
Psittacanthus gigas är en tvåhjärtbladig växtart som beskrevs av J. Kuijt. Psittacanthus gigas ingår i släktet Psittacanthus och familjen Loranthaceae. Inga underarter finns listade i Catalogue of Life.